# Heckpferd
Das Heckpferd ist eine Kreuzung aus verschiedenen europäischen Pony- und Pferderassen. Es entstand bei dem Versuch der Brüder Heinz und Lutz Heck ein Pferd zu züchten, welches ihrer Vorstellung nach dem ausgestorbenen Tarpan gleicht.

## Zuchtgeschichte und Aussehen

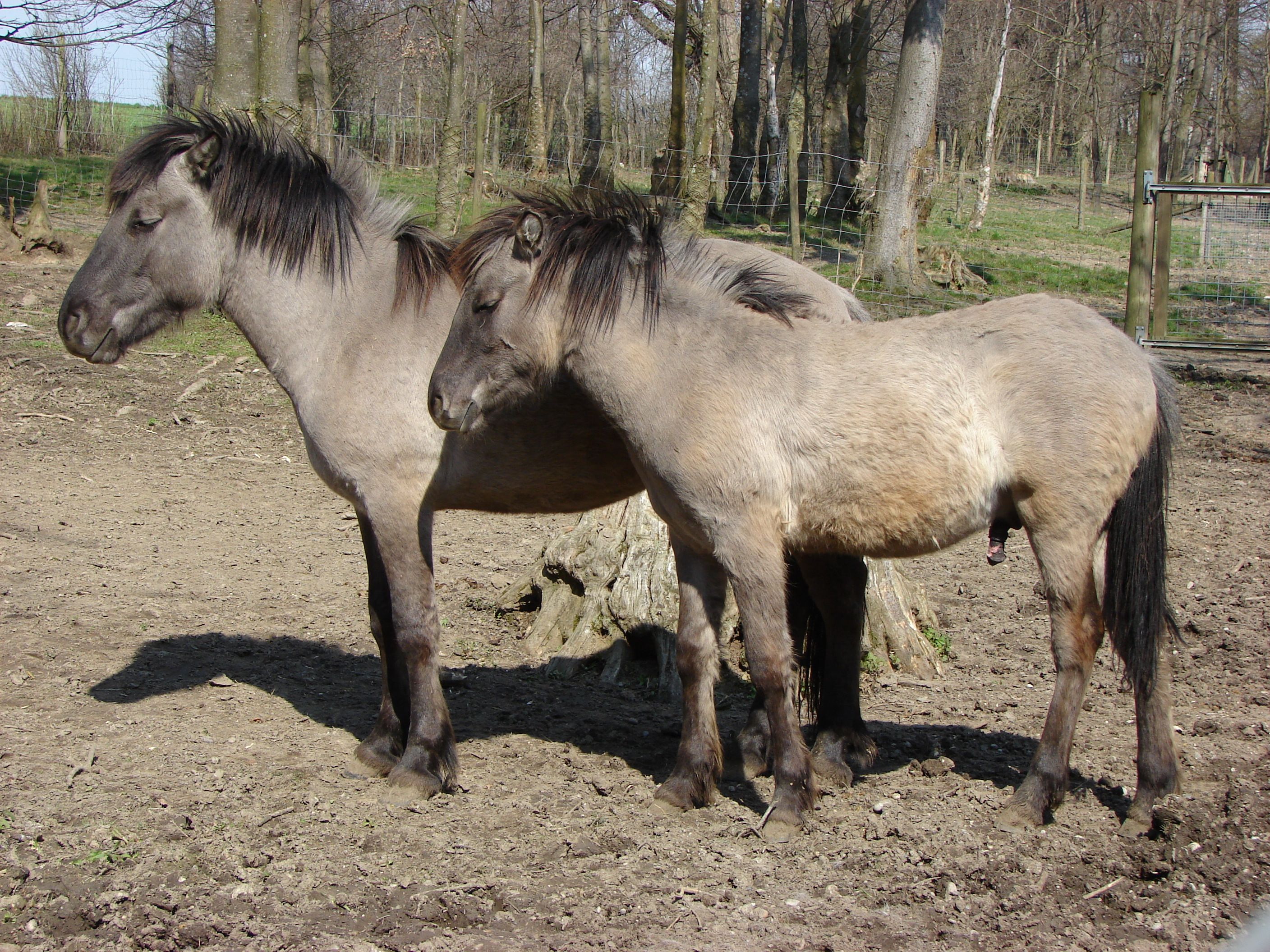
Heckpferde mit deutlichem Konik-Einfluss im Tierpark Stadt Haag.

Heckpferde sind Mausfalben mit dunklem Aalstrich, die Fellfarbe wird zum Maul und den Beinspitzen hin dunkler. Selten sind auch leichte Beinstreifen zu erkennen. Die Mähne und die Schweifhaare setzen sich aus hellen und dunklen Haaren zusammen.
Die Heck-Brüder kreuzten in den 1930er und 1940er Jahren Stuten des Dülmener Pferdes, Koniks, Islandponys, sowie grauweiße Gotland-Pony-Stuten mit Przewalski-Pferd-Hengsten. Die zur Zucht verwendeten Koniks wurden während des Zweiten Weltkriegs Bauern aus Polen abgekauft, enteignet oder vor der Front evakuiert. Nach dem Krieg wurden Heckpferde weiterhin mit Koniks gekreuzt. Dabei wurden zur Zucht verschiedene Farben verwendet, so dass beim Heckpferd neben den typischen Mausfalben hin und wieder auch andere Farben auftreten. Das Heckpferd ist größer und feingliedriger als das Konikpferd.
Im Wisentgehege Hardehausen in Nordrhein-Westfalen wurden später Heckpferde wiederholt mit Przewalski-Pferden gekreuzt, um eine Stehmähne zu erhalten. Dies basiert auf der Annahme, dass das europäische Wildpferd ebenfalls eine solche besessen habe, was jedoch unwahrscheinlich ist. Eine Hängemähne hatte im Klima des nacheiszeitlichen Europa den Vorteil, dass diese Regenwasser ableitet, darüber hinaus sind eiszeitliche Pferdemumien bekannt, welche eine Hängemähne aufweisen.
Die Heckpferde im Tierpark Hellabrunn, wo Heinz Heck in den 1930er Jahren Zoodirektor war, wurden dagegen nicht weiter gekreuzt und entsprechen dem Typ, den die Heckbrüder gezüchtet haben.
Das Dülmener Pferd wurde ebenfalls in großem Umfang mit Koniks gekreuzt. Mitunter wird es gemeinsam mit dem Heckpferd und dem Konik zur Konik-Gruppe zusammengefasst.

## Verwendung
Heckpferde sind nicht selten in mitteleuropäischen Tierparks zu finden, fast immer unter der Fehlbezeichnung „Tarpan“. Dies liegt daran, dass die Heck-Brüder (ähnlich wie beim Heckrind) der Überzeugung waren, dass ihre Zuchtversuche tatsächlich ein ausgerottetes Wildtier zurückbrachten, und ihre Rassen ungeachtet der wissenschaftlichen Meinung dementsprechend tauften. Da es sich aber um eine robuste Landrasse handelt, werden Heckpferde oft aus Naturschutzgründen in Beweidungsprojekten eingesetzt, weil die Beweidung durch Weidevieh die Verbuschung von offenen Flächen zurückhält. Die fälschliche Gleichsetzung mit dem Wildpferd hält sich jedoch hartnäckig.